# Двіноса (річка)
Двіноса — річка в Білорусі у Логойському й Вілейському районі Мінської області. Ліва притока річки Нярісу (басейн Балтійського моря).

## Опис
Довжина річки 54 км, похил річки 1,2 % , площа басейну водозбору 614 км², середньорічний стік 4,3 м³/с. Формується притоками та безіменними струмками.

## Розташування
Бере початок біля села Задворники. Тече переважно на північний захід через Плещеницьке водосховище біля селища Плещениці і на східній стороні від села Стахі впадає у річку Няріс, праву притоку річку Німану.